# Женские институты

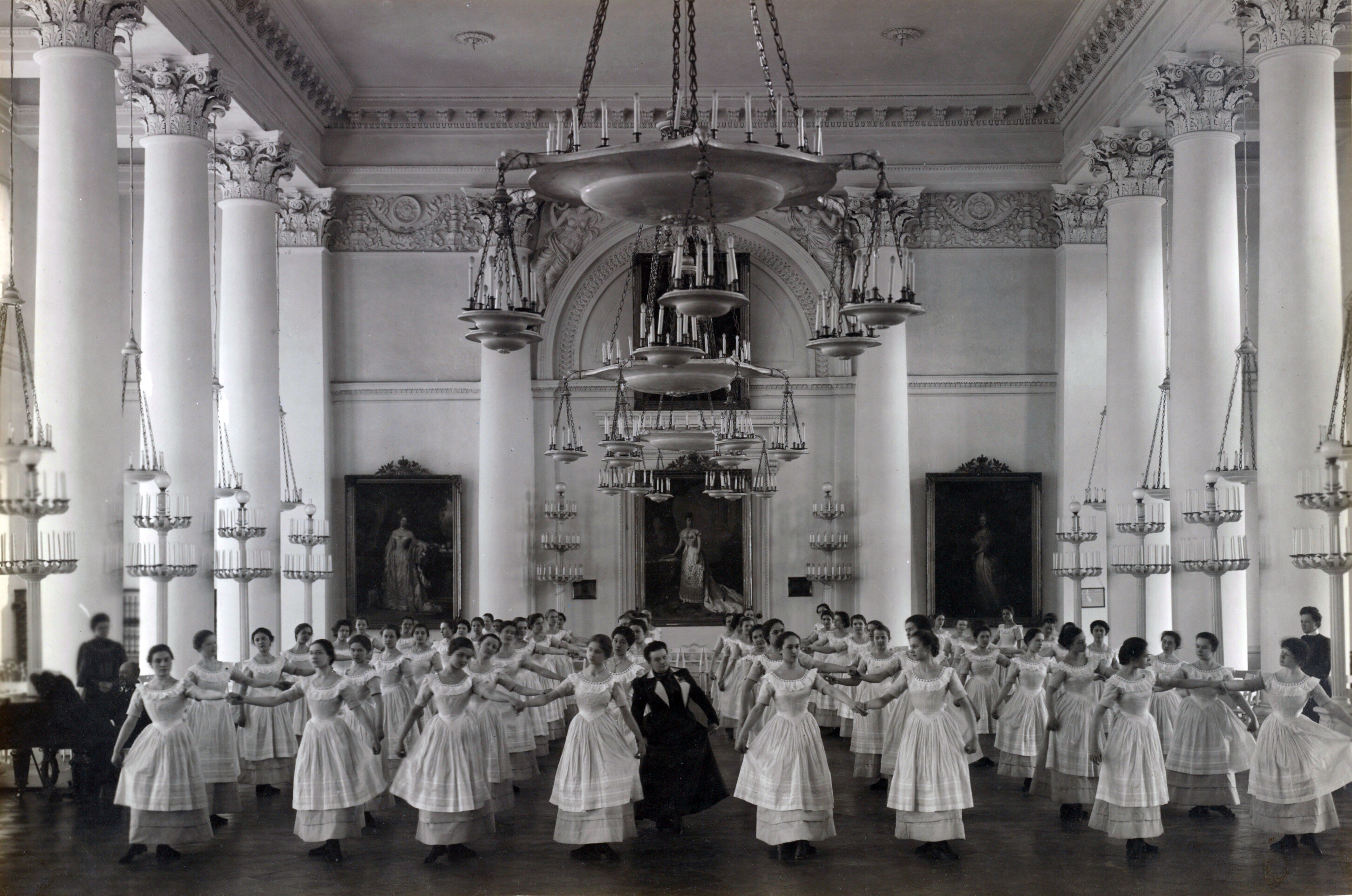
Воспитанницы Смольного института благородных девиц на уроке танцев (1889)

«Закрытые женские институты Ведомства учреждений императрицы Марии» (разговорное название — Институты благородных девиц) — российские закрытые учебные заведения ведомства учреждений императрицы Марии, в которых воспитывались за казённый счет девушки (называемые в то время «девицы») привилегированного сословия (дочери потомственных дворян, генералов, штаб- и обер-офицеров или гражданских чинов), а за собственный счёт — также дочери купцов, почётных граждан и лиц иного звания, причислявшихся раньше к так называемым неподатным состояниям.

## История
Почти все институты были причислены к 1-му разряду женских учебных заведений. Число всех учащихся в институтах — около 7500. Общий расход на институты был свыше 300 000 рублей в год.

### Пансионерки
Правила приёма воспитанниц на казённый счёт определялись особо для каждого института, причём в основание их были положены как разряд, к которому отнесена определяемая девица, так и баллотировка по жребию. Основанием для зачисления девиц в тот или другой разряд служили, наряду со званием или чином её отца, различные обстоятельства:
- её сиротство (то есть круглая ли она сирота или имела в живых одного из родителей),
- обстоятельства смерти её отца (например, убит ли он в сражении),
- если был жив, то состоял ли на действительной службе,
- её материальное положение или её родителей.

Некоторые из разрядов предоставляли безусловное право на поступление казённой пансионеркой с преимуществом по старшинству поданных прошений, кандидаткам же прочих разрядов производилась баллотировка по жребию.
Казённокоштными пансионерками принимались девицы в возрасте от 10 до 12½ лет, а своекоштными — в возрасте от 9 до 13½ лет (плата — от 150 до 400 р. в год). Полупансионерками и приходящими принимались девицы в так называемые полуоткрытые институты (Донской, Нижегородский, Керченский и Тамбовский), а в остальные губернские институты — лишь в виде исключения (с 1881 г.).

### Программа
Программа преподаваемых предметов в женских институтах была почти сходной с программами женских гимназий; главное отличие институтов составляло усиленное преподавание новых языков.

### Классы
Число классов в институте — 7; кроме того, при институте находились приготовительный и так называемый специальный классы. Воспитанницы начинали учёбу с седьмого класса, а заканчивали первым.

### Администрация
Администрацию института составляли инспектор, начальница, инспектрисы, преподаватели, преподавательницы (в младших классах) и классные дамы.

## Список институтов
Всего в Российской империи существовало 30 институтов.

### В Санкт-Петербурге
В Санкт-Петербурге было 10 женских институтов:
- Смольный институт (с 1764; первый и самый престижный),
- Патриотический институт,
- Павловский институт,
- Николаевский сиротский институт,
- Александровский институт,
- Елизаветинский институт,
- училище ордена св. Екатерины (с 1798),
- Мариинский институт,
- Александринский сиротский дом,
- Кронштадтский сиротский дом.

Высочайшим указом 25 июля 1894 года было определено открыть в Санкт-Петербурге ещё один институт, Ксениевский (в память бракосочетания вел. кн. Ксении Александровны).

### В Москве
В Москве до конца XIX века было 4 женских института:
- Александровский институт;
- Елисаветинский институт;
- училище ордена св. Екатерины;
- Николаевский сиротский институт.

В 1900 году к ним присоединился Институт благородных девиц им. Екатерины Великой и императора Александра III, разместившийся в Запасном дворце у Красных ворот. А в 1911 году Александро-Мариинский институт им. кавалерственной дамы В. Е. Чертовой, располагавшийся на Пречистенке получил права института благородных девиц.

### В губерниях
16 губернских женских институтов:
- в Белостоке
- в Варшаве
- в Иркутске
- в Казани
- в Керчи
- в Киеве
- в Нижнем Новгороде
- в Новочеркасске
- в Одессе
- в Оренбурге
- в Орле
- в Полтаве
- в Саратове
- в Тамбове
- в Тифлисе
- в Харькове

### На правах институтов
Кроме того, правами института пользовались:
- Еленинский институт (в Санкт-Петербурге),
- Кубанское Мариинское женское училище с пансионом в Екатеринодаре,
- Тобольская Мариинская женская школа
- Институт в Николо-Угрешском монастыре (открыт в 1917, ликвидирован коммунистами в 1922 г., г. Дзержинск).

#### Вневедомственные
Характер институтов имели также женские учебные заведения, не состоявшие в ведомстве императрицы Марии:
- Институт принцессы Ольденбургской (Санкт-Петербург),
- Александро-Мариинское женское училище (Москва),
- Усачевско-Чернявское женское училище (Москва),
- Мариинское высшее женское училище (Вильна).

Только в последние два принимались дети всех состояний.

## В литературе
- Бо́льшая часть произведений Лидии Чарской (1875—1937) посвящена школьной жизни воспитанниц закрытых школ-пансионов.